# Daniel Poulin
Pour les articles homonymes, voir Poulin.
Daniel Poulin (né le 19 septembre 1957 à Robertsonville, dans la province de Québec, au Canada, mort le 2 janvier 2015 au Canada) est un joueur professionnel canadien de hockey sur glace qui évoluait au poste de défenseur.

## Biographie
Issu du mariage de Marius Poulin, menuisier, et de Hélène Lachance de Robertsonville, il est le troisième des six enfants de la famille.
Il amorce sa carrière de hockeyeur junior avec les Saguenéens de Chicoutimi de la Ligue de hockey junior majeur du Québec (LHJMQ) à l'âge de 16 ans en 1973. En quatre saisons avec cette formation, le défenseur natif de Robertsonville dispute le plus grand nombre de matches par un défenseur (282) et marque le troisième plus haut total de points par un joueur à cette position (258).
Il est choisi comme défenseur droit au sein de la première équipe d’étoiles de la division Est de la LHJMQ en 1975-1976. La saison suivante, toujours dans l’uniforme de Chicoutimi, il obtient le plus grand nombre d’assistances (74) et de points (95) par un défenseur dans ce même circuit.
Le nom de Daniel Poulin est ensuite appelé au 11e tour et à la 167e sélection par les Canadiens de Montréal lors de la 15e édition du repêchage des joueurs amateurs de la Ligue nationale de hockey (LNH) tenu le 14 juin 1977 à Montréal.
Il passe les trois saisons suivantes dans les rangs mineurs où, après une première année passée dans l'International Hockey League (IHL) avec Kalamazoo et Muskegon, il s’illustre particulièrement au sein des Blades d’Erie. Avec ces derniers, il se classe en effet deux fois dans la première équipe d’étoiles de la Eastern Hockey League (EHL) grâce à une production cumulative de 202 points en 142 matches. Il contribue également à la conquête de deux titres en séries éliminatoires par sa formation.
Les North Stars du Minnesota engagent alors Poulin comme joueur autonome le 16 juin 1980 avant de le céder aux Blazers d’Oklahoma City de la Central Hockey League (CHL) pour la saison 1980-1981.
Poulin atteint la LNH avec les North Stars en 1981-1982. Il y dispute ses trois seules rencontres en carrière et inscrit son unique but dans le grand circuit à son premier match le 12 décembre 1981 au Metropolitan Sports Center de Bloomingdale  contre Chicago, déjouant le légendaire gardien Tony Esposito. À l’exception de ces trois parties, il passe la saison avec les South Stars de Nashville dans la CHL. À nouveau couronnée par de multiples honneurs individuels, la campagne 1981-1982 s'avère toutefois la dernière de Poulin en Amérique du Nord.
Il joue en Suisse durant huit saisons marquées par des passages au HC Bienne, avec qui il remporte en 1983 un autre championnat en ligue NLA, et au HC Davos. En outre, il est membre de l'équipe canadienne qui remporte la 60e édition du tournoi de la Coupe Spengler disputé à Davos en 1986.
Plus tard, il travaille comme entraîneur pendant 10 saisons, toujours en Suisse, pour ainsi compléter sa carrière dans le monde du hockey avant de rentrer dans sa région natale de Chaudière-Appalaches.
Ayant auparavant combattu avec succès la maladie de Crohn, il meurt le 2 janvier 2015 à Québec d'un cancer de la peau qui l'affligeait depuis deux ans.

## Statistiques
| Saison    | Équipe                   | Ligue |    | Saison régulière | Saison régulière | Saison régulière | Saison régulière | Saison régulière |   | Séries éliminatoires | Séries éliminatoires | Séries éliminatoires | Séries éliminatoires | Séries éliminatoires |
| Saison    | Équipe                   | Ligue | PJ | B                | A                | Pts              | Pun              | PJ               | B | A                    | Pts                  | Pun                  |                      |                      |
| 1973-1974 | Saguenéens de Chicoutimi | LHJMQ | 70 | 4                | 25               | 29               | 31               | -                | - | -                    | -                    | -                    |                      |                      |
| 1974-1975 | Saguenéens de Chicoutimi | LHJMQ | 68 | 15               | 46               | 61               | 43               | 9                | 2 | 6                    | 8                    | 2                    |                      |                      |
| 1975-1976 | Saguenéens de Chicoutimi | LHJMQ | 72 | 18               | 55               | 73               | 24               | 5                | 1 | 4                    | 5                    | 4                    |                      |                      |
| 1976-1977 | Saguenéens de Chicoutimi | LHJMQ | 72 | 21               | 74               | 95               | 50               | 8                | 3 | 8                    | 11                   | 19                   |                      |                      |
| 1977-1978 | Wings de Kalamazoo       | LIH   | 43 | 7                | 20               | 27               | 44               | -                | - | -                    | -                    | -                    |                      |                      |
| 1977-1978 | Mohawks de Muskegon      | LIH   | 2  | 0                | 1                | 1                | 0                | -                | - | -                    | -                    | -                    |                      |                      |
| 1978-1979 | Blades d'Érié            | EHL   | 68 | 35               | 53               | 88               | 79               |                  |   |                      |                      |                      |                      |                      |
| 1979-1980 | Blades d'Érié            | EHL   | 65 | 33               | 66               | 99               | 36               | 9                | 3 | 12                   | 15                   | 12                   |                      |                      |
| 1980-1981 | Stars d'Oklahoma City    | LCH   | 58 | 16               | 32               | 48               | 32               | 3                | 0 | 0                    | 0                    | 0                    |                      |                      |
| 1981-1982 | North Stars du Minnesota | LNH   | 3  | 1                | 1                | 2                | 2                | -                | - | -                    | -                    | -                    |                      |                      |
| 1981-1982 | South Stars de Nashville | LCH   | 76 | 29               | 56               | 85               | 104              | 3                | 2 | 2                    | 4                    | 2                    |                      |                      |
| 1982-1983 | HC Bienne                | LNA   | 38 | 32               | 27               | 59               |                  | -                | - | -                    | -                    | -                    |                      |                      |
| 1983-1984 | HC Bienne                | LNA   | 40 | 30               | 34               | 64               |                  | -                | - | -                    | -                    | -                    |                      |                      |
| 1984-1985 | HC Bienne                | LNA   | 35 | 26               | 30               | 56               |                  | 3                | 1 | 4                    | 5                    |                      |                      |                      |
| 1985-1986 | HC Bienne                | LNA   | 36 | 27               | 35               | 62               |                  | -                | - | -                    | -                    | -                    |                      |                      |
| 1986-1987 | HC Bienne                | LNA   | 36 | 14               | 20               | 34               |                  | -                | - | -                    | -                    | -                    |                      |                      |
| 1987-1988 | HC Bienne                | LNA   | 36 | 18               | 25               | 43               |                  | -                | - | -                    | -                    | -                    |                      |                      |
| 1988-1989 | HC Bienne                | LNA   | 36 | 19               | 20               | 39               |                  | 2                | 1 | 0                    | 1                    |                      |                      |                      |
| 1989-1990 | HC Davos                 | LNB   | 36 | 17               | 16               | 33               |                  | 6                | 2 | 7                    | 9                    |                      |                      |                      |

## Distinctions
- Sélectionné dans la première équipe d'étoiles LHJMQ Est en 1976
- Sélectionné dans la première équipe d'étoiles EHL en 1979 et 1980
- Sélectionné dans la première équipe d'étoiles CHL en 1982
- Trophée Bobby-Orr (meilleur défenseur voté par les entraîneurs de la CHL) en 1982
- Trophée Bob Gassoff (défenseur le plus amélioré de la CHL) en 1982

## Palmarès
- Champion EHL 1978 et 1979 avec les Erie Blades
- Champion de Suisse (NLA) en 1983 avec le HC Bienne
- Champion tournoi Coupe Spengler en 1986 avec Team Canada